# Corc de l'arròs
El corc de l'arròs (Sitophilus oryzae) és una espècie de coleòpter polífag de la família dels drioftòrids. Viu a les cariopsis de l'arròs. És molt semblant a d'altres membres del gènere, com corc del blat (Sitophilus granarius) i el corc del blat de moro (Sitophilus zeamais). Es troba arreu. Té una certa preferència per a l'arròs, però com tots els sitòfils pot infectar qualsevol cereal, el que explica el nom científic del gènere que prové del grec σιτος, sitos = gra i φιλος, philos = aficionat.

## Cicle biològic

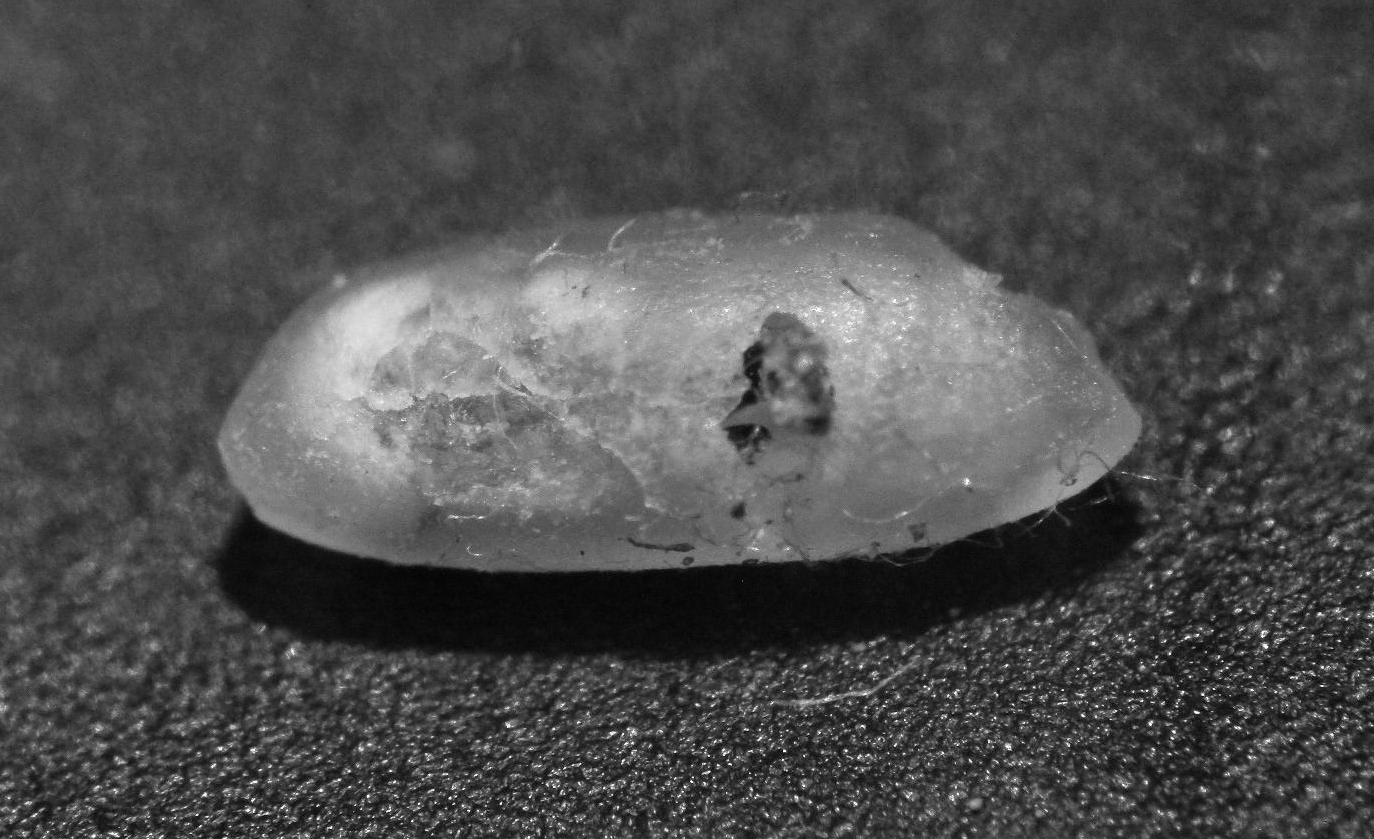
Un adult en sortir d'un gra d'arròs

El seu hàbitat normal són els camps d'arròs i les sitges en zones tropicals.
L'adult és un petit escarabat, d'uns 2,5 mil·límetres, mai més gran que el seu gra-hoste. Resisteixen molt bé a la sequedat, i un adult pot viure uns mesos sense alimentar-se. Per a desenvolupar-se cal una humitat relativa mínima de 35% i una temperatura mínima de 15 °C, però de preferència superior. Amb 27 °C són el més prolífics i actius. La femella pon un ou per cariopsi, i segella el forat amb una substància gelatinosa. Aquests forats tapats són fàcil per reconèixer amb una lupa. Després d'uns dies, la larva apòda neix i es desenvolupa durant 20 a 100 dies, segons la temperatura ambient fins a l'estadi de pupa dins del gra: l'adult mai no serà doncs més gran que la mida del seu hoste.

## Plaga i tractament
Pel comerç l'insecte d'origen tropical s'ha dispersat arreu al món, però fora del seu hàbitat normal, només pot sobreviure i proliferar-se en edificis amb calefacció. A més de contaminar les provisions, quan són nombroses fan pujar la temperatura i la humitat i creen condicions ideals per a plagues secundàries d'àcars i fongs.
A més d'una bona higiene i l'ús de contenidors que no poden rosegar, la lluita contra els insectes s'ha de fer principalment per una bona ventilació i un bon refredament dels llocs d'emmagatzematge per sota dels 10 °C. La contaminació amb corcs pot conduir a pèrdues importants, com que no hi ha cap remei curatiu altre que destruir tot el gra contaminat. Com que és un producte alimentari, cada tractament que pogués deixar residus tòxics, queda problemàtic.